# Linde im Gemeindeteil Pavolding

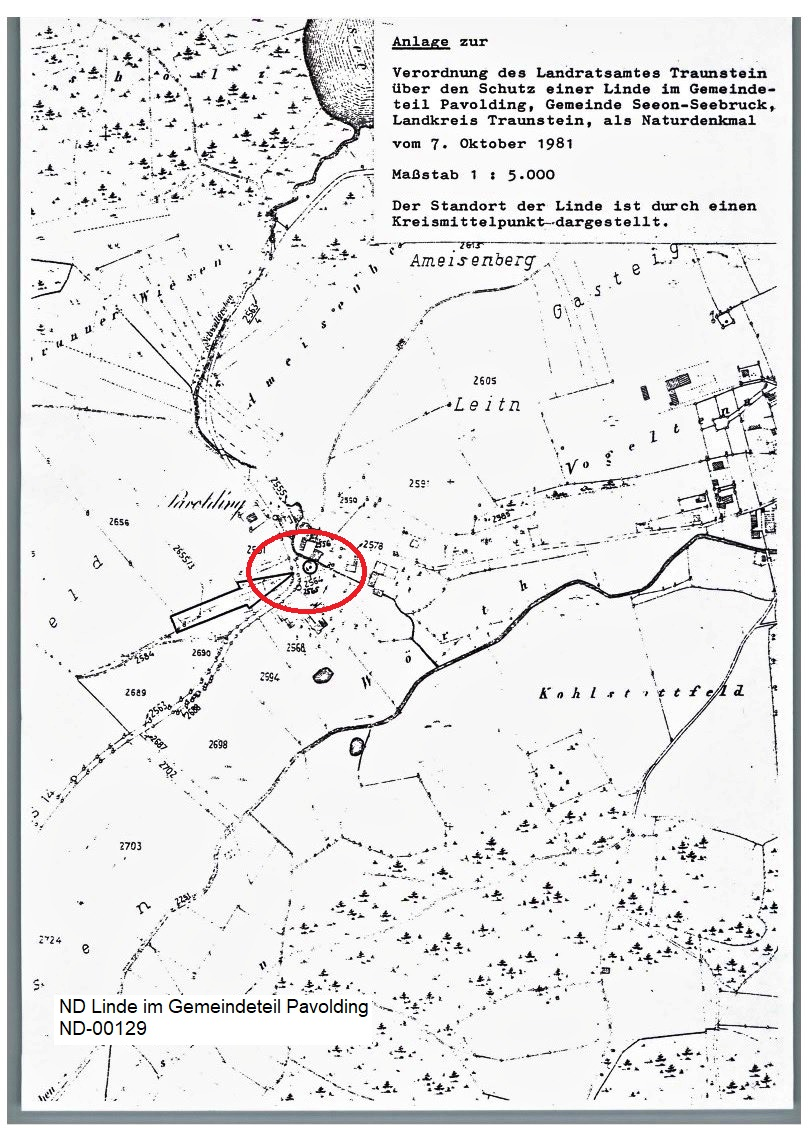
Lageplan Amtsblatt

Die Linde im Gemeindeteil Pavolding ist eine ca. 400 Jahre alte Winterlinde. Sie steht im Weiler Pavolding, in der Gemeinde Seeon-Seebruck, im Landkreis Traunstein.
Sie erhielt im Oktober 1981 durch Verordnung des Landratsamtes Traunstein den Schutzstatus als Naturdenkmal und wird vom Bayerischen Landesamt für Umwelt unter der Nummer ND-00129 gelistet.

## Beschreibung
Die Alte Linde von Pavolding steht in der Ortsmitte am Schwellgraben, einem kleinen Bach. Angeblich wurde sie vom Abt Benedikt I. (1602–09) des Klosters Seeon vor seinem Elternhaus gepflanzt.
| Alter           | ca. 400 Jahre |
| Stammumfang     | 6,4 m         |
| Höhe des Baumes | 16 m          |